# Dead Like Me
Ne doit pas être confondu avec Dead to Me.
Dead Like Me (ou La Vie après la vie au Québec) est une série télévisée américaine en 1 pilote de 71 minutes et 28 épisodes de 42 à 50 minutes, créée par Bryan Fuller et diffusée entre le 27 juin 2003 et le 31 octobre 2004 sur la chaîne Showtime.
En France, la série a été diffusée à partir du 14 février 2004 sur Jimmy et rediffusée à partir du 25 mars 2008 sur France 4 ; au Québec à partir du 22 août 2005 à Séries+, en Suisse, depuis le 3 mai 2008 sur TSR1, en Belgique sur Plug RTL et Be Séries.

## Synopsis
Georgia Lass, dite George, est une adolescente de 18 ans ne sachant pas quoi faire de sa vie. Juste après avoir accepté à contrecœur un petit poste de bureau, elle est tuée par la chute de la lunette des toilettes de la station Mir. Elle devient alors une entre-deux; les entre-deux sont également connus sous le nom de Faucheurs, et ils sont responsables de récolter les âmes des personnes juste avant leur mort. Ils ont la particularité de demeurer parmi les vivants, sous une apparence un peu modifiée, afin d'éviter que leurs proches ne les reconnaissent si leur chemin devait se croiser.

## Distribution

### Acteurs principaux
- Ellen Muth (VF : Véronique Picciotto) : Georgia « George » Lass
- Mandy Patinkin (VF : Daniel Beretta) : Ruben (Rube John Sofer)
- Callum Blue (VF : Vincent Ropion) : Mason
- Laura Harris (VF : Laëtitia Godès) : Daisy Adair (dès l'épisode 6)
- Jasmine Guy (VF : Sophie Riffont) : Roxanne « Roxy » Harvey
- Cynthia Stevenson (VF : Véronique Rivière) : Joy Lass
- Britt McKillip (VF : Chantal Baroin) : Reggie Lass (27 épisodes)
- Christine Willes (VF : Marie-Martine) : Dolores Sapair (Delores Herbig en VO) (27 épisodes)
- Greg Kean (VF : Éric Legrand) : Clancy Lass (22 épisodes)

### Acteurs récurrents
- Crystal Dahl (en) : Crystal, réceptionniste chez Happy Time (22 épisodes)
- Patricia Idlette (en) : Kiffany, la serveuse (21 épisodes)
- Talia Ranger : Georgia Lass jeune(15 épisodes)
- Laura Boddington : Un George (7 épisodes)
- Meghan Black (de) : Misty Favreaux (5 épisodes)
- Patti Allan : Claire (4 épisodes)
- Rebecca Gayheart : Betty Rhomer (épisodes 1 à 3, et 5)

 Source et légende : version française (VF) sur RS Doublage

## Épisodes

### Première saison (2003)
1. Il était une fois George (Pilot)
2. Apprentie faucheuse d'âmes (Dead Girl Walking)
3. Retour à la maison (Curious George)
4. Combattre le destin (Reapercussions)
5. Embrouillamini chez les faucheurs (Reaping Havoc)
6. Un espace à soi (My Room)
7. La Petite Voix (Reaper Madness)
8. Du rififi en cuisine (A Cook)
9. Les Dimanches matin (Sunday Mornings)
10. Un air d'inachevé (Business Unfinished)
11. La vie est pleine de surprises (The Bicycle Thief)
12. Oiseaux de nuit (Nighthawks)
13. Les Dernières Pensées (Vacation)
14. Repose en paix (Rest in Peace)

### Deuxième saison (2004)
Le 16 septembre 2003, la série est renouvelée pour une deuxième saison, diffusée à partir du 25 juillet 2004.
1. Faucheurs, en piste! (Send in the Clown)
2. À qui la faute (The Ledger)
3. Une histoire de fantôme (Ghost Story)
4. En quête d'amour (The Shallow End)
5. L'heure, c'est l'heure ! (Hurry)
6. Am stram gram (In Escrow)
7. V.I.P. (Rites of Passage)
8. Bienvenue au club (The Escape Artist)
9. Un cœur qui bat (Be Still My Heart)
10. Combats de joute (Death Defying)
11. Monsieur X (Ashes to Ashes)
12. Un secret bien gardé (Forget Me Not)
13. Dernier appel (Last Call)
14. Affronter ses peurs (Always)
15. Joyeux Halloween (Haunted)

## Personnages
- George : Décédée en 2003, lors de la dé-satellisation de la station Mir. Elle meurt pulvérisée par le siège des toilettes de ladite station, et devient par la suite une « entre deux », une faucheuse d'âmes, ni morte, ni vivante. Son nouveau "travail" consiste à récolter les âmes des gens qui vont mourir. Avant sa mort, elle n'était pas du genre à profiter pleinement de la vie, mais depuis son décès prématuré, elle regrette et tente de réparer ses erreurs passées (surtout avec sa sœur), quand bien même cela lui est strictement interdit. Afin de gagner sa vie de faucheuse d'âmes, elle travaille dans une société d'intérim appelée Happy Time, sous le faux nom de Milldrey « Milly » Hagen.

- Betty : Morte en 1929, après avoir sauté du haut d'une falaise. Malgré son rôle de faucheuse, elle est "pleine de vie" et pimpante. Elle collectionne les photos des gens dont elle a fauché l'âme, qu'elle classe dans des sacs selon un ordre qu'elle est la seule à discerner. Elle est la première à devenir une amie pour George, mais cela juste avant de sauter dans l'autre monde.

- Mason : mort en 1966, en se trouant la tête avec une perceuse pour "planer en permanence". D'origine britannique, de son vivant, Mason était un drogué ne vivant que pour ses idoles, les groupes de rock des années 1960. Désormais mort, il n'a pas de travail et trouve son argent en le volant sur les morts ou en faisant des trafics. Il est sans arrêt en train de draguer ou d'inventer diverses façons peu honnêtes de gagner de l'argent. Et en règle générale, cela ne lui réussit pas. Il a également une profonde addiction à l'alcool, qui l'aide à oublier les morts qu'il voit tous les jours.

- Daisy : actrice, elle est morte pendant le tournage de Autant en emporte le vent, en 1939. Elle est mutée dans l'équipe de Ruben après la disparition de Betty. Elle a le gout du luxe, ce qui agace un peu certains des membres de son groupe. Elle parle beaucoup de ses expériences (et notamment de ses multiples aventures sexuelles avec des vedettes du cinéma) et donne des conseils (ou des reproches) à George et Mason sur leur façon de vivre.

- Roxy : morte en 1982, étranglée par une concurrente à l'aide d'une jambière, vêtement qu'elle venait tout juste d'inventer. Elle travaille désormais comme contractuelle, paraît ferme, froide et insensible mais cache en elle un grand cœur. Durant la saison deux, elle entre à l'académie de police et devient officier.

- Ruben : décédé en 1927, à la suite d'un règlement de comptes. Par la suite, il s'en voudra énormément d'avoir laissé sa femme et sa fille livrées à leurs propres sorts. Personnage assez énigmatique, il joue à la fois le rôle de chef en distribuant les missions aux autres faucheurs, mais également celui de père en les orientant et les guidant dans leur choix (surtout George). Il est très cultivé et raconte souvent à George des anecdotes historiques lorsque celle-ci le questionne.

- Joy Lass : elle est la mère de George. Il est très difficile pour elle de faire son deuil, et ceci nuira à sa relation conjugale. Une mère aimante mais qui a beaucoup de mal à communiquer avec ses filles. Elle est très méticuleuse et ne supporte pas le désordre. Elle n'a que peu de relations avec sa mère, Phyllis, qu'elle trouve égoïste, excentrique et irresponsable. Après la mort de George, elle regrettera énormément de ne pas avoir été plus proche de sa fille aînée.

- Reggie Lass : la sœur de George, timide et réservée. Elle a toujours pris sa sœur pour modèle, et reste convaincue que son esprit est toujours dans le monde des vivants.

- Dolorès Sapair : elle est la chef de bureau de George à Happy Time. Femme plutôt expansive, touchant parfois au ridicule, elle est toujours souriante, de bonne humeur et attend que ses employés en fassent de même. Elle prône la franche camaraderie au sein de l'entreprise, ce qui agace profondément George. Elle vit seule avec son vieux chat Murrey à la santé défaillante. Lorsqu'elle se présente, elle dit à chaque fois la même phrase « Dolorès Sapair, comme sa paire d'yeux noisettes », jouant ainsi sur la sonorité de son nom. Dans la version originale, son nom est Herbigs (littéralement « Ses gros »), ce nom a été remplacé lors de la traduction afin que la plaisanterie puisse fonctionner en français.

## Commentaires
Les faucheurs sont décrits dans cette série comme une partie intégrante du cycle de la vie et de la mort, enlevant les âmes des gens peu avant leur mort et les conduisant « où ils doivent aller » après celle-ci. La série contient de nombreuses références au destin : les rendez-vous des hommes (et même des animaux) avec la mort sont connus à l'avance. Mason indique que certains pensent que la mort d'une personne est planifiée dès sa naissance.
Le déroulement de l'action dans l'État de Washington est indiqué par les plaques d'immatriculation, les numéros de téléphone, les codes d'aéroports et les cartes, mais le tournage a en fait lieu à Vancouver, au Canada, comme le montrent certains monuments visibles dans les scènes d'extérieur ainsi que les adresses des rues qui correspondent à des endroits existants à Vancouver.
Deux saisons ont été diffusées aux États-Unis. Mais Showtime ayant annoncé fin décembre 2004 qu'elle ne commanderait pas une troisième saison, la série a pris fin sans révéler de nombreux points encore obscurs.
La grenouille rouge qui apparaît régulièrement dans la série est une référence à la première scène du pilote de la série. Elle représente à la fois la première personne à mourir et à devenir un faucheur. Il s'agit d'une grenouille à cornes d'Argentine dont le coassement est très différent de celui de la grenouille d'Amérique du Nord. Aussi, il fallut doubler la grenouille. De plus, cette espèce de grenouille possède des dents très acérées et ne pouvait être manipulée que par des professionnels.
Le décor du bar - où tous les faucheurs se réunissent pour déjeuner et prendre leurs renseignements sur les futurs décès - a servi de décors en 2005 pour le 18e épisode de la saison 8 de Stargate SG-1 : Daniel y commande son repas pendant qu'il essaye de comprendre ce qui se passe avant d'être aidé par Oma et Anubis (peu avant leur éternel combat).
Les deux séries appartiennent à la MGM, le tournage de l'épisode se situant après le tournage de la saison 2 de Dead Like Me.

### Première saison (2003)
La première saison se déroule principalement sur deux axes :
- La découverte du rôle de faucheur et son acceptation par George
- Les conséquences de la mort de George sur sa famille

### Deuxième saison (2004)
La seconde saison approfondit les relations entre les faucheurs ainsi que leur histoire, avec principalement :
- L'épanouissement de George, dans sa vie professionnelle et amoureuse
- La relation père-fille qu'entretiennent Ruben et George, sa "p'tite tête"
- La relation Mason - Daisy
- L'histoire de Ruben, sa vie de famille
- Daisy et la religion
- Dolorès, véritable mère pour Milly

Les conséquences sur la famille de George ne sont pas laissées de côté, avec notamment :
- La séparation de Joy et Clancy
- La non acceptation par Reggie de la mort de George

## Distinctions

### Nominations
- Saturn Award 2004 : Meilleure actrice dans une série télévisée pour Ellen Muth
- Emmy Award 2004 : Meilleurs effets spéciaux
- Emmy Award 2004 : Meilleure musique
- International Horror Guild Awards 2004 : Meilleure série
- Satellite Awards 2004 : Meilleure actrice dans une série dramatique pour Ellen Muth
- Image Awards 2005 : Meilleure actrice dans un second rôle dans une série dramatique pour Jasmine Guy
- Saturn Award 2005 : Meilleure série télévisée diffusée sur le câble

## Produits dérivés

### DVD
- Dead Like Me - L'intégrale saison 1 (7 juin 2005) (ASIN B0009BW760)
- Dead Like Me - L'intégrale saison 2 (25 avril 2007)

### Film
Le 18 avril 2007 la MGM a annoncé la production d'un long métrage distribué directement en DVD. Tous les acteurs principaux seront présents, à l'exception de Mandy Patinkin (Rube) et de Laura Harris (Daisy, remplacée par Sarah Wynter).
La série s'étant arrêtée par manque d'audience après la saison 2, la plupart des questions autour de l'univers de la série restent non élucidées. Le film Dead Like Me : Life After Death, devant sortir initialement en 2008, est sorti le 17 février 2009.
En France, le film a été diffusé le 16 janvier 2010 sur Cinemax.
L'intrigue se déroule toujours à Seattle et dans l'État de Washington, mais le lieu de tournage est différent de celui utilisé pour la série régulière. Si les deux premières saisons ont été tournées à Vancouver, en Colombie-Britannique au Canada, le lieu de tournage du film, bien que toujours situé au Canada, a été Montréal, au Québec.
L'histoire débute alors que Ruben, le « chef » des faucheurs vient de partir. L'équipe, composée de George, Mason, Daisy et Roxy, passe alors sous la responsabilité d'un nouveau chef : Cameron Kane (interprété par Henry Ian Cusick). Mais ce changement ne sera pas sans conséquence. Tandis que Mason et Daisy vont être confrontés à leur addiction pour l'alcool, George va se rapprocher toujours plus de sa famille, et en particulier de sa sœur Reggie. Mais un problème va se poser lorsqu'elle va se voir confier pour mission de récolter l'âme du petit ami de sa jeune sœur…